# Bodenwrange

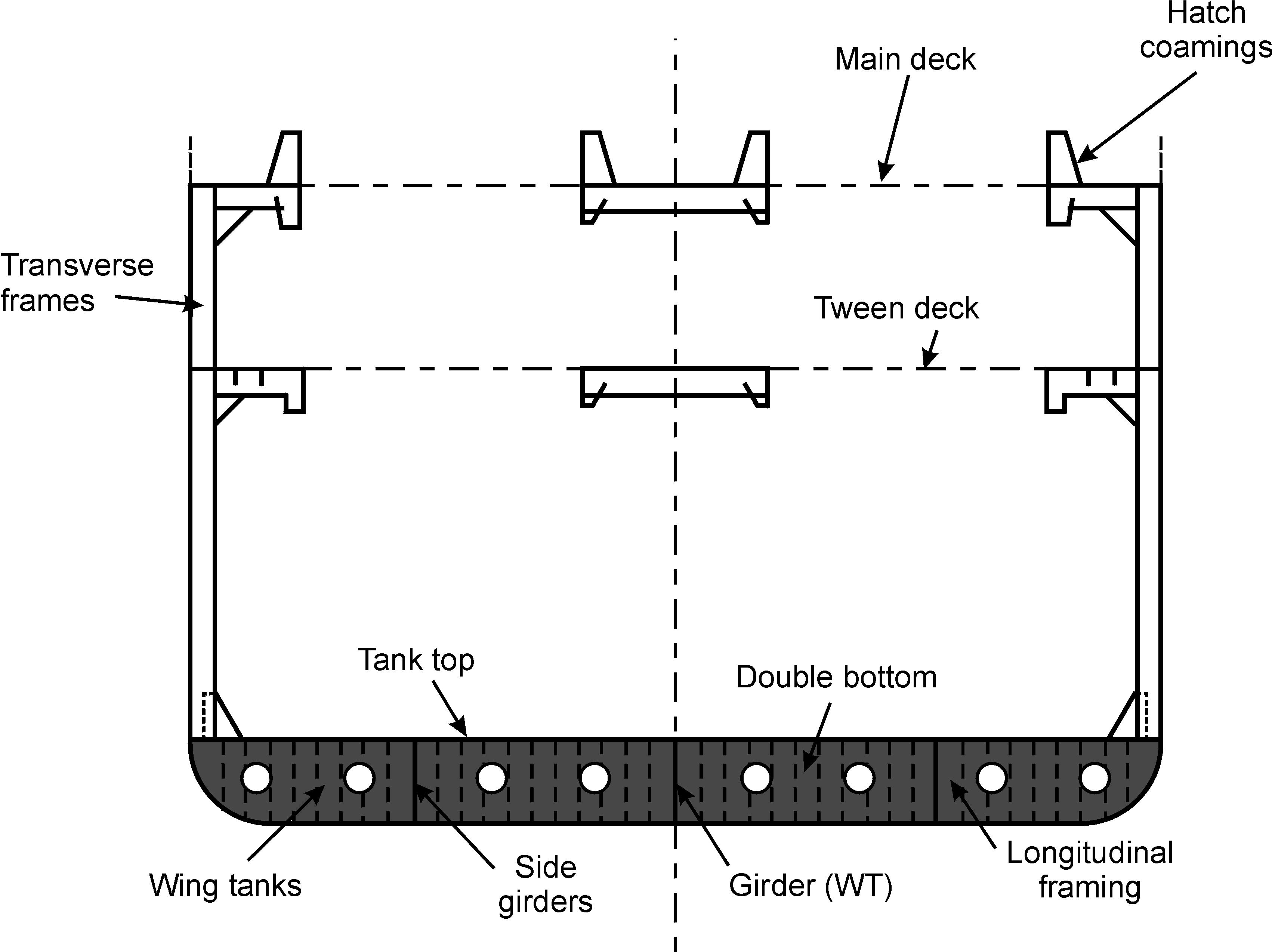
Querschnitt eines Schiffs mit Bodenwrange

Als Bodenwrange werden Querträger im Bodenbereich von Schiffen bezeichnet. Sie verbinden die Außenhaut, die Spanten und den Kiel miteinander. Sie dienen zusätzlich zum Stützen des Doppelbodens. Als Wand von Wasser- oder Öltanks wird die Bodenwrange wasser- und öldicht verschweißt. Im Allgemeinen ist sie mit Durchbrüchen versehen. Die Bodenwrange wird hauptsächlich durch statischen Wasserdruck, dynamisches Sloshing, Masse von Ladung und Maschinenanlage, sowie elastische Biegung des Schiffskörpers beansprucht.
Insbesondere stellen sie bei hölzernen Booten auch eine Verbindung zwischen der rechten und linken Bootshälfte her. In Segelbooten mit Ballastkiel sind sie einer besonderen Beanspruchung ausgesetzt, da sie die bei Schräglage auftretenden erheblichen Kräfte des Ballastkiels auf den restlichen Rumpf übertragen müssen. Auf Booten und Yachten dienen Bodenwrangen häufig gleichzeitig als Auflage für die Bodenbretter.